# Rudniška nesreča v Listvjažnaji
Rudniška nesreča v Listvažnaji je bila rudniška nesreča v premogovniku v Kemerovski oblasti v Rusiji. Zgodila se je 25. novembra 2021. V nesreči je zaradi premogovega prahu, ki je zašel v prezračevalni jašek ter povzročil požar, umrlo več kot 40 rudarjev. V neuspešni akciji rešitve rudarjev je umrlo še pet reševalcev. Dogodek je najsmrtonosnejša rudarska nesreča v Rusiji od nesreče v premogovniku Raspadskaji (prav tako v Kemerovski oblasti).

## Ozadje
Rudnik Listvažnaja je v lasti holdinga SDS, ta pa je v lasti Sibirske poslovne unije. Po poročanju lokalnih medijev je v istem rudniku leta 2004 zaradi eksplozije metana umrlo 13 rudarjev. Po nesreči v rudniku Vorkuta leta 2016 so ruske oblasti pregledale 58 premogovnikov in jih 34 % ocenila kot potencialno nevarne za delo. Listvažnaja ni bil ocenjen kot »potencialno nevaren«.
Po poročanju medija Interfax se je zadnja inšpekcija obrata zgodila 19. novembra. Po nesreči so preiskovalci navedli, da so se rudarji o visokih vrednostih metana pritoževali že pred nesrečo. Svojci pokojnih so tudi trdili, da je v rudniku 10 dni pred nesrečo izbruhnil požar.

## Nesreča
Nesreča se je zgodila zaradi vžiga premogovega prahu, ki je zašel v prezračevalni jašek. Vžig je povzročil eksplozijo, ki je premogovnik napolnila z dimom. Po eksploziji so našli 11 mrtvih rudarjev. Veliko se jih je uspelo rešiti, vendar pa jih je nekaj ostalo ujetih. 49 preživelih je bilo prepeljanih v bolnišnice, nekateri so kazali znake zastrupitve z dimom, 4 so bili v kritičnem stanju. Pet reševalcev je umrlo med ponovno eksplozijo v času izvedbe neuspele reševalne akcije.
Zaradi visokih koncentracij metana so kasneje prekinili vse reševalne aktivnosti, saj so se povečevale možnosti ponovne eksplozije. Reševanje so ponovno začeli kasneje in reševalna ekipa je odkrila še 35 trupel rudarjev, kar je povečalo število umrlih na skupaj 51 smrtnih žrtev. Dan kasneje je bil en pogrešani reševalec najden živ. Bil je pri zavesti, zatem pa hospitaliziran, zaradi srednje močne zastrupitve z ogljikovim monoksidom.

## Posledice
Po nesreči je Ruski preiskovalni odbor sprožil obtožnice zaradi potencialnih kršitev varnostnih predpisov. Trije ljudje so bili aretirani, vključno z direktorjem premogovnika in njegovim namestnikom, ki je bil hkrati terenski menedžer. Policija je aretirala tudi dva inšpektorja, zadolžena za kontrolo izvajanja varnosti pri delu. Predsednik Rusije, Vladimir Putin, je družinam pokojnih izrazil sožalje, Kemerovska oblast pa je razglasila tridnevno žalovanje. Predsednik Ruskega rudarskega sindikata je za nesrečo okrivil vodstvo premogovnika, še posebej zaradi njihove malomarnosti.